# Michaela Nolte

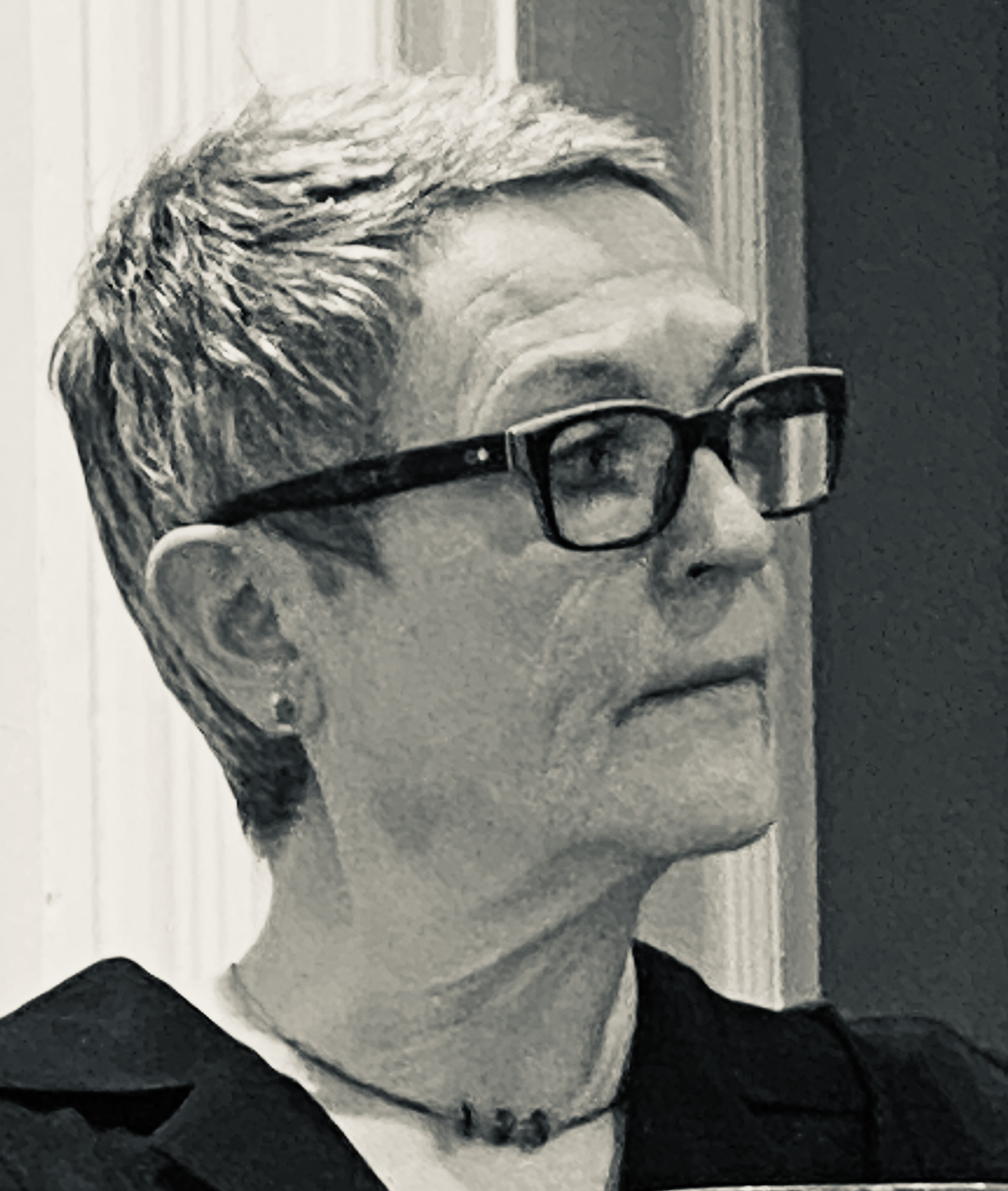
Michaela Nolte

Michaela Nolte (* 16. Dezember 1960 in Witten) ist eine deutsche Journalistin, Autorin und Kuratorin.

## Leben
Nolte studierte von 1983 bis 1987 Theater- und Medienpädagogik. Von 1987 bis 1991 machte sie Assistenzen in Buchverlagen und Galerien. 1995 folgte ein Studium der Kunstgeschichte und Theaterwissenschaft.
Seit 1995 schreibt sie Texte für Kataloge, für Zeitschriften und Zeitungen wie neue bildende kunst, Berlin, World Design, Moskow, Quart-Tirol, Austria, Die Welt und Der Tagesspiegel, Berlin.

## Texte in Katalogen und Veröffentlichungen (Auswahl)
- 1995: Eva Hesse and Birgit Brenner, in Muse küsst Muse, Lindenau-Museum Altenburg
- 1996: Judith Siegmund Sprechstunde. Soziale Geräusche im Stahlhaus, Stiftung Bauhaus Dessau
- 1997: Costantino Ciervo in: Zeitskulptur, Oberösterreichische Landesmuseen Linz, Austria
- 1998: MK Kähne Skulptur, Verlag der Kunst, Dresden
- 1999: Franz Gratwohl and FLAP, in: Sozialmaschine Geld, OK Centrum Linz, Austria
- 2001: Evelyn Garden Love, Death + Flowers, Galerie Mönch Berlin
- 2002: Gabriele Basch in: Nach der Natur, Berlinische Galerie, Berlin
- 2003: Barbara Caveng Memento mori vice versa, Museum Reykjavík, Island
- 2004: Volker Sieben Versed Sheets of Paper, Brahms Artgallery, Berlin
- 2006: Frantiček Klossner What’s left when the head is melting, Galerie Mönch Berlin
- 2007: Anett Stuth Metamorphoses, Galerie Löhrl Mönchengladbach
- 2008: David Vostell Biografie/Recopilation 1978–2008, nivel 88, Madrid, Spanien
- 2008: Stephan Balkenhol, Deichtorhallen Hamburg